# Баратлия
Баратлия (на македонска литературна норма: Баратлија) е село в Северна Македония, в община Ранковце, разположено в областта Славище в южното подножие на планината Герман.